# مايكل داروين مورلي
مايكل داروين مورلي (بالإنجليزية: Michael D. Morley)‏ هو رياضياتي أمريكي، ولد في 1930 في يونغزتاون في الولايات المتحدة.

## وصلات خارجية
- مايكل داروين مورلي على موقع الموسوعة البريطانية (الإنجليزية)